# Баляйкин, Евгений Викторович
Евге́ний Ви́кторович Баля́йкин (19 мая 1988, Братск, Иркутская область, РСФСР, СССР) — российский футболист, полузащитник.

## Карьера

### Клубная
Воспитанник команды «Сибиряк» из Братска. В составе «Сибиряка» дебютировал в 2004 году в возрасте 16 лет. В дебютный сезон провёл во втором дивизионе 12 игр. За следующие два сезона Баляйкин провёл в «Сибиряке» ещё 60 матчей и забил 8 мячей.

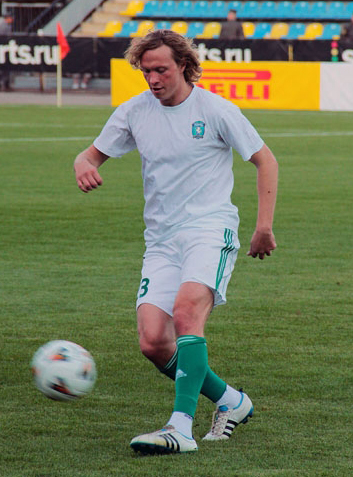
Баляйкин в «Томи»

26 февраля 2007 перешёл в клуб Премьер-лиги «Рубин», подписав контракт на 5 лет. В первый свой сезон в казанском клубе Баляйкин в основном играл в турнире дублёров. За основной состав казанцев Баляйкин дебютировал 26 мая 2007 года, выйдя на замену на 83 минуте игры с клубом «Луч-Энергия». Всего в дебютном сезоне в Премьер-лиге провёл 4 матча, в каждом из которых выходил на замену на последних минутах.
В 2008 году Баляйкин в составе «Рубина» впервые стал чемпионом России. На стартовом отрезке сезона Баляйкин регулярно выходил в стартовом составе или на замену (в первых 11 турах Евгений сыграл 8 раз), однако следующий свой матч в Премьер-лиге провёл лишь в 29 туре, когда «Рубин» уже обеспечил себе чемпионский титул.
В 2009 году сыграл 17 встреч в чемпионате России и во второй раз стал чемпионом страны. В этом же году сыграл свой первый матч в Лиге чемпионов, выйдя на замену в матче с «Интером». Кроме того, принял участие в финальном матче Кубка России против ЦСКА, в котором «Рубин» уступил со счётом 0:1.
В следующем году сыграл 13 игр в премьер-лиге и стал бронзовым призёром чемпионата.
3 февраля 2011 года перешёл в «Томь» на правах аренды до конца сезона 2011/12 с правом последующего выкупа. За клуб дебютировал 14 марта 2011 года в гостевом поединке с нижегородской «Волгой». «Томь» уступила со счётом 0:2. Всего в сезоне 2011/12 сыграл в 29 матчах «Томи» в премьер-лиге и забил один гол.
27 июня 2012 года заключил трёхлетний контракт с «Крыльями Советов». В сезоне 2012/13 отыграл 21 матч за команду. В сезоне 2013/14 сыграл лишь в 11 матчах команды, а сами «Крылья» вылетели из премьер-лиги. В декабре 2014 года покинул клуб и в дальнейшем год оставался без команды.
20 февраля 2016 года вернулся в «Томь», заключив контракт на 1,5 года. 3 июля 2017 года подписал контракт с клубом «СКА-Хабаровск». Летом 2019 года впервые перешёл в заграничный клуб — ереванский «Арарат».

### В сборной
Выступал за юношескую сборную России.
Дебют Баляйкина в молодёжной сборной состоялся 12 августа 2009 года в товарищеском матче против Италии. В составе молодёжной сборной принимал участие в отборочном турнире к чемпионату Европы среди молодёжных команд 2011.

## Статистика

### Клубная
| Выступление      | Выступление      | Выступление      | Лига | Лига | Кубки | Кубки | Еврокубки | Еврокубки | Прочие | Прочие | Итого | Итого |
| Клуб             | Лига             | Сезон            | Игры | Голы | Игры  | Голы  | Игры      | Голы      | Игры   | Голы   | Игры  | Голы  |
| ---------------- | ---------------- | ---------------- | ---- | ---- | ----- | ----- | --------- | --------- | ------ | ------ | ----- | ----- |
| Сибиряк          | 2. Дивизион      | 2004             | 12   | 0    | 0     | 0     | 0         | 0         | 0      | 0      | 12    | 0     |
| Сибиряк          | 2. Дивизион      | 2005             | 29   | 4    | 0     | 0     | 0         | 0         | 0      | 0      | 29    | 4     |
| Сибиряк          | 2. Дивизион      | 2006             | 31   | 4    | 1     | 0     | 0         | 0         | 0      | 0      | 32    | 4     |
| Сибиряк          | Итого            | Итого            | 72   | 8    | 1     | 0     | 0         | 0         | 0      | 0      | 73    | 8     |
| Рубин            | Премьер-лига     | 2007             | 4    | 0    | 0     | 0     | 0         | 0         | 0      | 0      | 4     | 0     |
| Рубин            | Премьер-лига     | 2008             | 10   | 0    | 2     | 0     | 0         | 0         | 0      | 0      | 12    | 0     |
| Рубин            | Премьер-лига     | 2009             | 17   | 0    | 1     | 0     | 1         | 0         | 0      | 0      | 19    | 0     |
| Рубин            | Премьер-лига     | 2010             | 13   | 0    | 0     | 0     | 3         | 0         | 0      | 0      | 16    | 0     |
| Рубин            | Итого            | Итого            | 44   | 0    | 3     | 0     | 4         | 0         | 0      | 0      | 51    | 0     |
| Крылья Советов   | Премьер-лига     | 2012/13          | 19   | 0    | 2     | 0     | 0         | 0         | 2      | 0      | 23    | 0     |
| Крылья Советов   | Премьер-лига     | 2013/14          | 11   | 0    | 0     | 0     | 0         | 0         | 0      | 0      | 11    | 0     |
| Крылья Советов   | ФНЛ              | 2014/15          | 10   | 0    | 1     | 0     | 0         | 0         | 0      | 0      | 11    | 0     |
| Крылья Советов   | Итого            | Итого            | 40   | 0    | 3     | 0     | 0         | 0         | 2      | 0      | 45    | 0     |
| Томь             | Премьер-лига     | 2011/12          | 29   | 1    | 1     | 0     | 0         | 0         | 0      | 0      | 30    | 1     |
| Томь             | ФНЛ              | 2015/16          | 12   | 0    | 0     | 0     | 0         | 0         | 1      | 0      | 13    | 0     |
| Томь             | Премьер-лига     | 2016/17          | 19   | 0    | 1     | 0     | 0         | 0         | 0      | 0      | 20    | 0     |
| Томь             | Итого            | Итого            | 60   | 1    | 2     | 0     | 0         | 0         | 1      | 0      | 63    | 1     |
| СКА-Хабаровск    | Премьер-лига     | 2017/18          | 10   | 0    | 2     | 0     | 0         | 0         | 0      | 0      | 12    | 0     |
| СКА-Хабаровск    | Итого            | Итого            | 11   | 0    | 2     | 0     | 0         | 0         | 0      | 0      | 13    | 0     |
| Всего за карьеру | Всего за карьеру | Всего за карьеру | 227  | 9    | 11    | 0     | 4         | 0         | 3      | 0      | 245   | 9     |

## Достижения

### Командные
«Рубин»
- Чемпионат России
  - Чемпион (2): 2008, 2009
  - Бронзовый призёр (1): 2010
- Кубок России
  - Финалист (1): 2008/09

 «Томь»
- Первенство ФНЛ
  - Бронзовый призёр (1): 2015/16